# Un petit coin de paradis (Jérôme K. Jérôme Bloche)
Pour les articles homonymes, voir Un petit coin de paradis (homonymie).
Pour le livre d'Alain Minc, voir Alain Minc#Publications.
Un petit coin de paradis est le dix-huitième album de la série de bande dessinée Jérôme K. Jérôme Bloche d’Alain Dodier. Cette histoire est publiée pour la première fois dans le journal Spirou durant les mois de février et mars 2005 avant d'être éditée par Dupuis en avril de la même année. Jérôme et Babette partent dans les Alpes françaises pour rejoindre Ingrid, une amie de Babette, et son mari Félix qui viennent de devenir parents. Malheureusement, ces retrouvailles sont perturbées au moment où Félix apprend qu'il n'est pas le père de l'enfant. 

## Univers

### Synopsis
L'épouse de Félix, un agriculteur, tente de fuir le domicile, n'en pouvant plus de vivre avec la mère de ce dernier. Après une discussion musclée, la mère tue la femme, l'enterre et emporte sa valise, tout en faisant croire à une disparition. 
Trois ans plus tard, Jérôme et sa fiancée Babette rendent visite à la meilleure amie et ancienne collègue de la jeune femme, Ingrid, qui s'est mariée avec Félix et qui a accouché d'un petit garçon, Valentin. La jeune mère est à la maternité avec son bébé mais le couple vit dans la ferme de l'agriculteur avec sa mère. Le lendemain, on apprend que Valentin souffre d'une incompatibilité sanguine fœto-maternelle du fait d'une mère Rhésus négatif et d'un père Rhésus Positif. Félix, étant Rhésus négatif, apprend donc qu'il n'est pas le père de l'enfant et noie son chagrin dans l'alcool. Ingrid confie que le père est un berger italien qui était de passage. Jérôme et Babette retrouvent Félix, ivre mort dans la cave de la ferme avec une carabine à ses côtés. Alors qu'ils ramènent l'homme chez lui, le détective jette l'arme dans un étang, provoquant la colère de la mère de l'agriculteur. 
Dans la nuit, Jérôme surprend une discussion entre Félix et sa mère, qui pointe du doigt Ingrid, insultant Valentin et demandant à son fils d'agir en homme. Après avoir échangé avec Félix, Jérôme plonge dans l'étang pour récupérer la carabine et remarque qu'une valise se trouve au fond de l'eau mais le privé doit arrêter ses recherches à cause de la présence de la mère. De son côté, Ingrid est en plein doute et craint la réaction de la mère de son mari. Elle décide de rentrer sur Paris avec son bébé. Jérôme et Babette passent à la ferme pour rechercher ses affaires mais le couple se heurte à Félix qui endommage la voiture de Babette avec plusieurs tirs de carabine. Après une nouvelle insulte de sa mère vis-à-vis d'Ingrid, Félix la gifle et ramène sa femme et son fils à la ferme. 
Le lendemain, Jérôme et Babette quittent la propriété et Félix les raccompagne en voiture. Mais pendant leur absence, la mère de Félix tente de tuer Ingrid avec la carabine. La meilleure amie de Babette s'enfuit mais se retrouve poursuivie par la vieille femme au volant d'un tracteur. Pendant ce temps-là, Félix raconte comment son ex-femme l'a abandonné et Jérôme, se souvenant de la valise au fond de l'étang, demande à l'agriculteur de faire demi-tour. Ils parviennent à sauver la jeune mère en percutant le tracteur. Après avoir tiré sur son fils qui cherchait à protéger sa femme, la mère de Félix est projetée au sol par Jérôme puis assommée par Babette avec la crosse de l'arme. 
L'histoire se termine avec Félix et Ingrid, élevant leur fils dans le calme, et le choc entre la voiture de Babette et celle de l'auto-école conduite par Jérôme, qui rate une nouvelle fois son examen du permis de conduire.

### Personnages
Le personnage principal de cette histoire est le détective privé Jérôme K. Jérôme Bloche, héros de la série depuis le premier tome L'Ombre qui tue. Il n'enquête sur aucune affaire et accepte de passer quelques jours de repos chez la meilleure amie de sa fiancée. Dans cette histoire, on voit qu'il n'est pas à l'aise avec la vie à la campagne mais il essaye de comprendre ce qu'il se passe autour de la ferme de Félix au moment des révélations sur le père de Valentin,. Babette, sa fiancée, n'occupe qu'un rôle secondaire dans cette histoire. Son rôle de confidente d'Ingrid nous permet d'en savoir plus sur l'identité du père de Valentin ou encore sur le couple formé par Félix et Ingrid,,.
Le personnage de Félix est un agriculteur montré comme assez proche de sa mère et n'ayant pas réussi, par le passé, à concilier sa vie privée avec celle avec sa mère,. Bon vivant et blagueur, il peut également être l'auteur d'incroyables coups de colère,. Si Félix est l'un des personnages principaux, sa mère fait également partie de cette catégorie. Montrée comme la meurtrière de la femme de Félix trois ans auparavant, elle est définie comme une « vieille harpie » ainsi qu'« une vieille femme sans sourire [ayant] toujours refusé une autre présence féminine que la sienne auprès de son fils » par la quatrième de couverture de l'album.
Ingrid montre le visage d'une femme heureuse au début de l'histoire, ancienne hôtesse de l'air ayant quitté Paris pour rejoindre Félix à la campagne. Cependant, on apprend dans la suite de ces aventures qu'elle s'est retrouvée coincée entre « la personnalité un peu trop exubérante » de son mari et « une belle-mère acariâtre », doutant de son futur avec Félix comme le dira Babette à son fiancé.

## Historique
Les premières planches d'Un petit coin de paradis sont d'abord publiées dans le no 3486 du journal Spirou daté du 2 février 2005,. Cette nouvelle histoire de Jérôme est placée en une de l'hebdomadaire avec le titre J.K.J. Bloche : Un privé à la campagne et sera publiée épisodiquement dans les colonnes de Spirou pendant neuf numéros,.

#### Ouvrages
- Alain Dodier, Jérôme K. Jérôme Bloche, t. 18 : Un petit coin de paradis, Dupuis, 2005, 52 p. (ISBN 9782800135281).